# Registax
RegiStax — это бесплатное программное обеспечение для обработки изображений астрофотографов-любителей, предназначенное для работы на Windows.
Цель ПО состоит в том, чтобы получить более четкие изображения астрономических объектов путем объединения большого количества последовательных фотографий («стека») одного и того же объекта или местности, которые были сделаны в течение короткого промежутка времени. Процесс основан неизменности объекта между фотографиями, так что любые различия считаются или шумом или атмосферными помехами.
Стек изображений можно получить либо при объединении отдельных последовательных кадров или, что более распространено, через видеосъёмку.

## История разработки
Разработка RegiStax была начата в 2001 году. Уже 19 мая 2002 года Cor Berrevoets представила первую версию своего продукта. Первая версия была способна на выравнивание, цветокоррекцию и использование инструмента вейвлета. Последнее обновление ПО было выпущено в 2011 году.

## Использование
RegiStax является одним из самых популярных ПО для обработки видеороликов и снимков астрономических объектов. Несмотря на то, что последняя версия была выпущена 14 лет назад, RegiStax продолжает пользоваться большой популярностью у астрофотографов.